# Seroantropologia
Seroantropologia – nauka zajmująca się badaniem różnic serologicznych między ludźmi, na przykład częstością występowania grup krwi u przedstawicieli różnych grup etnicznych. Jej twórcą był Ludwik Hirszfeld.
Analizuje się zmienność w układach AB0, MNS oraz Rh oraz anormalnych hemoglobin.
Przyczyny geograficznego zróżnicowania są nieznane, nieudowodniona jest też jego rola jako cechy adaptatywnej. Niektóre maksima uznaje się za efekt przypadkowy (dryf genetyczny), tam gdzie występuje zmienność klinowa dopuszcza się rolę doboru naturalnego.

## Układ AB0
A w ogóle praktycznie nie występuje u Indian Ameryki Południowej i Środkowej, światowe maksimum osiąga w dwóch oddalonych rejonach - w plemieniu Czarne Stopy (Siksika) w Kanadzie i Mandjiljara w Australii. W Europie i na znacznych obszarach Azji częstotliwość 20-40%.
B prawie w ogóle nie występuje u tubylców Ameryki (jedynie u Eskimosów 5%), maksima osiąga w Mongolii, północnych Indiach, w Europie wykazuje zmienność klinową malejącą ze wschodu na zachód.
0 jest najpopularniejsza wśród tubylczych ludów Ameryki (Nawahowie 72%, Majowie 97%, Bororo 100%).

## Układ Rh
Swoje maksimum allel Rh-minus (cde) osiąga u Basków (ok. 50%), stopniowo częstość jego maleje od tego maksimum we wszystkich kierunkach. Nie występuje praktycznie zupełnie u tubylców Ameryk, Australii i Oceanii.